# Gonodonta correcta
Gonodonta correcta là một loài bướm đêm trong họ Noctuidae.